# Friedrich Baumann (Schauspieler)
Friedrich Baumann (1763 in Wien – 12. April 1841 ebenda) war ein österreichischer Theaterschauspieler.

## Leben
Er war Mitglied des Leopoldstädter Theaters unter Karl von Marinelli seit 1781 und spielte neben dem berühmten „Kasperle Laroche“ und seinem älteren Bruder Anton Baumann die komischen Rollen in den Lokalstücken, welche das Repertoire des volkstümlichen „Kasperletheaters“ bildeten. Als „Schneider Wetz“ in den Schwestern von Prag von Wenzel Müller errang er großen Beifall und allgemeine Popularität. Er wirkte vornehmlich durch präzis-komischen Ernst, durch eine Art von lustigem Ingrimm, mit dem er seine Reden kurz und keck hervorstieß. Dabei war sein Gesicht von großer Beweglichkeit und das R in seiner Sprache schnurrte auffallend. 
Im Jahre 1800 wurde er an die beiden Hoftheater, die damals unter einer Direktion standen, berufen. Neben dem berühmten Joseph Weidmann spielte er nun im Theater nächst der Burg die komischen Rollen mit großem Glück, neben Carl Weinmüller im Kärntnertortheater. Für ihn schrieb Weidmann den „Adam“ im Dorfbarbier, eine Rolle, in welcher er dreihundert Mal auftrat. Von seinen andern Rollen werden „Matz“ in August von Kotzebues Intermezzo und „Peter Gutschaf“ in den Organen des Gehirns desselben Autors gerühmt. Seine Komik wurde als wahr und naturtreu gepriesen. Seine Herkunft aus dem Volkstheater ließ vermuten, dass er auch auf dem Schauplatz der höheren Komödie nicht auf die Wirkungen der Dialektanklänge in der Sprache verzichtet habe, welche auf dem Burgtheater bei einzelnen Darstellern noch bis zum Jahr 1850 angetroffen und geduldet wurden. Baumann war als braver Mann auch im Privatleben geachtet und geliebt. Er starb als pensionierter k. k. Hofschauspieler.
Sein älterer Bruder Anton Baumann, ein nicht minder trefflicher Darsteller in trocken-komischen Rollen, blieb der Volksbühne getreu. Über sein Leben konnte trotz aller Mühe nichts Zuverlässiges erforscht werden.